# Landskapsmåltider
Landskapsmåltider skapades i ett projekt som genererade 25 nya trerättersmenyer som alla har en koppling till respektive landskaps gastronomi och kultur. Stockholm stad har också, utöver de 25 landskapen, fått en egen "Stockholmsmåltid" som kocken Mathias Dahlgren tagit fram. En coffeetablebook med alla recept och läsning om landskapen har tagits fram. Måltiderna presenterades under programmet Stockholm - European Capital of Gastronomy år 2023 och hade tidigare presenterats under Måltidens dag på Skansen i oktober 2022.

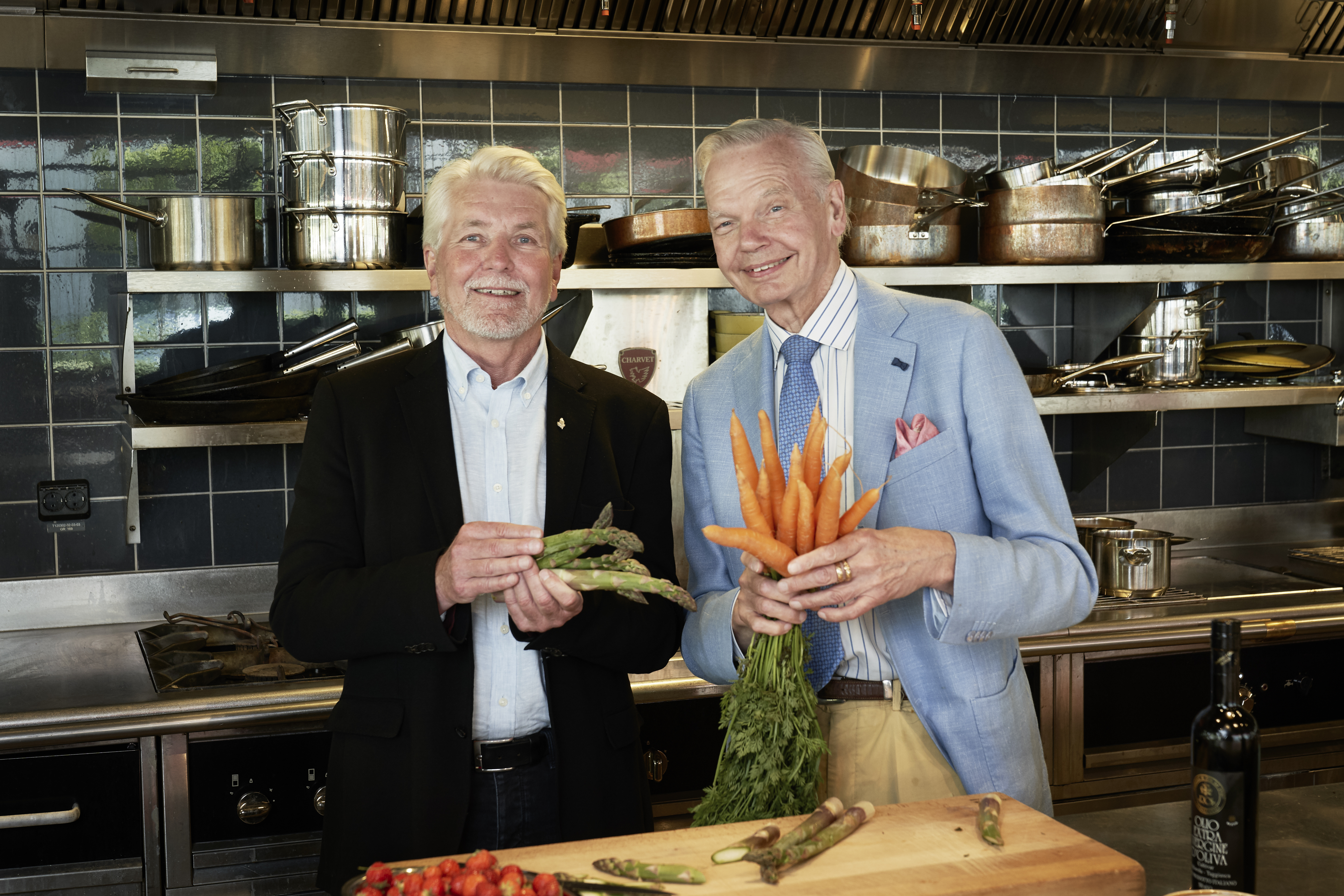
Upphovspersonerna Leif Bergsten och Carl Jan Granqvist

De tre akademierna Gastronomiska Akademien, Måltidsakademien och Kungliga Skogs- och Lantbruksakademien skapade tillsammans med Folkets Hus och Parker projektet Landskapsmåltider . Leif Bergsten från Folkets Hus & Parker projektledde och skapade idén till projektet tillsammans med Carl Jan Granqvist från Gastronomiska Akademien. Devisen från Carl Jan Granqvist var ”Vi har våra landskapsblommor och landskapsdjur, då måste det ju även finnas en landskapsmåltid.”

## Lista över måltiderna

### Gotländska landskapsmåltiden
Rimmad id till förrätt, äppelbakat lammlägg till varmrätt och äppelglass till efterrätt.

### Jämtländska landskapsmåltiden
Rökt abborre, gråärtsrån med örtstuvad blodriska och picklad havtorn till förrätt. Till varmrätt säsongens växter i älgrullad med potatiskaka med jämtländskt vit källarlagrad getost, bakade rotfrukter, syltade rönnbär och syrliga vinbär. Friterade kornmunkar med bakad sötost och granskottsmarinerade lingon till efterrätt.

### Stockholmsmåltiden
En salladsbowl med gös från Mälaren och närodlat grönt, en modern tolkning av korv med bröd till varmrätt samt en dessert med färskost, glass och skärgårdsbär till efterrätt.

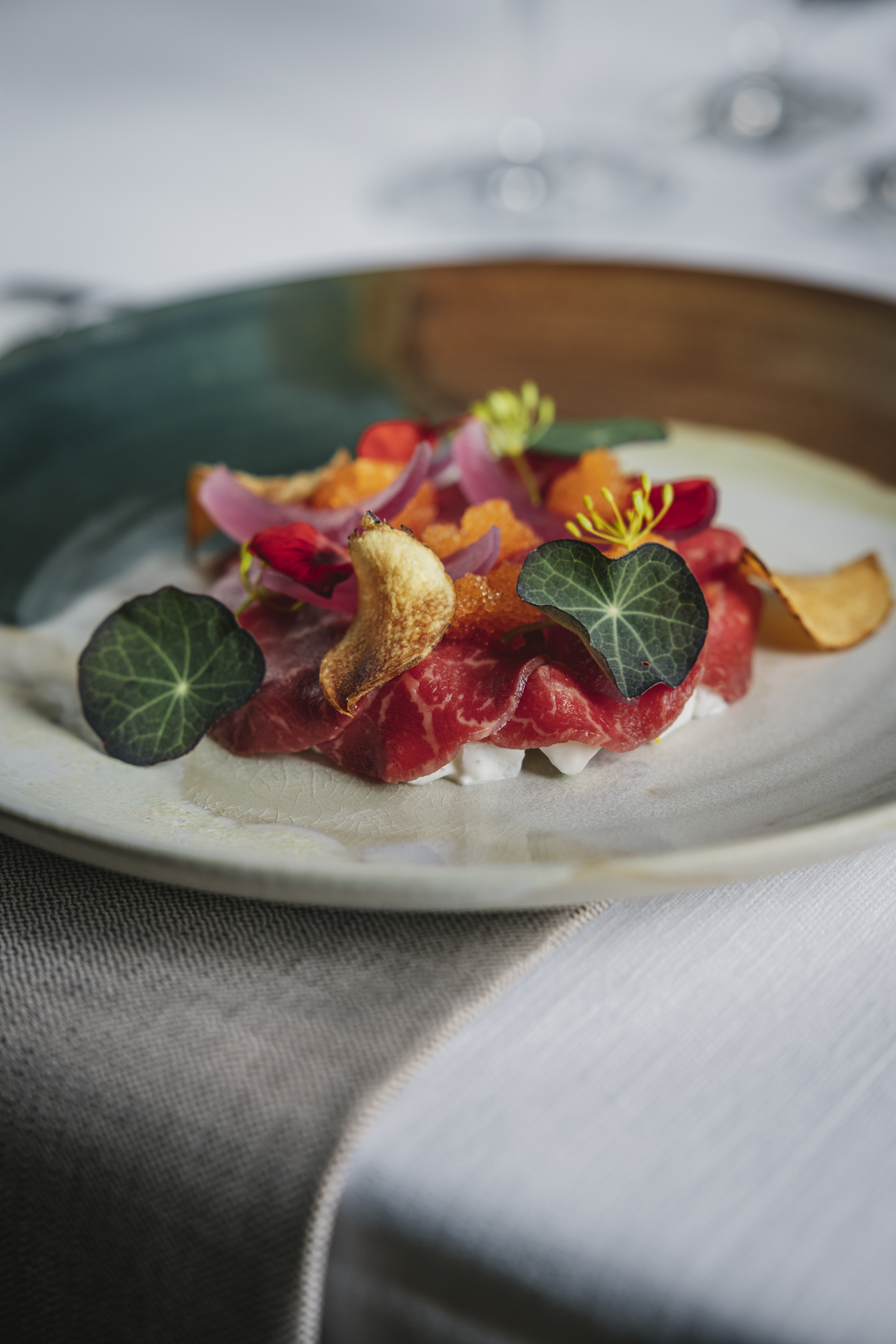
Västgötska landskapsförrätten

### Västgötska landskapsmåltiden
Förrätten är oxcarpaccio, Vänerlöjrom och jordärtskocka och huvudrätten risotto på kornris, bakad och picklad kålrot. Till efterrätt äpple, havre och mjölk från Skaraborg, höglass samt klassisk kolasås med Ryttmästarbrännvin.

### Östergötska landskapsmåltiden
I Norrköping och Linköping har gymnasieelever varit engagerade i att laga Östergötlands landskapsmåltid till landshövdingen.
Förrätten är potatis i kräftbuljon, varmrätt rotsaksterrine med surkorv, dovhjortssadel och ärtkotte. Efterrätten är fläderfärskost, rabarberkompott och pepparkaka.